# Rise as God
Rise as God – koreański specjalny album studyjny południowokoreańskiej grupy TVXQ, wydany 20 lipca 2015 roku. Głównymi singlami z płyty były „Rise as One” i „Champagne” (kor. 샴페인 (Champagne)).
Album sprzedał się w liczbie ponad 151 625 egzemplarzy (stan na grudzień 2015; w Korei).

## Lista utworów
| CD  | CD                                                                            | CD                                                | CD                                                                           | CD                                                                                     | CD      |
| Nr  | Tytuł utworu                                                                  | Tekst                                             | Kompozycja                                                                   | Aranżacja                                                                              | Długość |
| --- | ----------------------------------------------------------------------------- | ------------------------------------------------- | ---------------------------------------------------------------------------- | -------------------------------------------------------------------------------------- | ------- |
| 1.  | „Hyungijeung (Vertgo)” (kor. 현기증 (Vertigo))                                | Moon Doo-ri, 100% Seojung (Jam Factory)           | Max Schneider, Dillon Pace, Jenna Andrews                                    | Outer Earth Productions                                                                | 3:45    |
| 2.  | „Champagne” (kor. 샴페인 (Champagne)) (U-Know Yunho solo)                     | Baek Geum-min, Lee Soo-jung (Jam Factory)         | August Rigo, Peter Tambakis, Ryan S. Jhun                                    | August Rigo, Peter Tambakis, Ryan S. Jhun                                              | 3:43    |
| 3.  | „Rise As One” (Max Changmin solo)                                             | Kenzie                                            | Toby Gad, Arty, Josh Cumbee, AFSHeeN, Jessica Sanchez, Nolan Sipe            | Tobdy Gad, Josh Cumbee, AFSHeeN, Flash Finger (BeatBurger), KooKing (BeatBurger), VACK | 3:01    |
| 4.  | „Bireul Tago... (Everyday It Rains)” (kor. 비를 타고… (Everyday It Rains))    | Hwang Hyun                                        | Jamie Jones, Oskar Cartaya                                                   | Jamie Jones, Oskar Cartaya                                                             | 4:41    |
| 5.  | „Smile (Wedding Dress)” (kor. Smile (웨딩드레스))                             | Cho Yun-kyung                                     | Teddy Riley, Lee Hyun-seung, DOM, Daniel “Obi” Klein, J. Sol (Jason J Lopez) | Teddy Riley, Lee Hyun-seung, DOM, Daniel “Obi” Klein, J. Sol (Jason J Lopez)           | 3:46    |
| 6.  | „kor. Neoneun Naeggeo (Top of The World)” (kor. 너는 내꺼 (Top of The World)) | Yoo Young-jin, Ryan Yoo                           | Yoo Young-jin                                                                | Yoo Young-jin                                                                          | 3:57    |
| 7.  | „Apology” (Sung By Max)                                                       | Kim Min-ji                                        | Harvey Mason Jr., Dewain Whitmore, Deez                                      | Harvey Mason Jr., Dewain Whitmore, Deez                                                | 3:55    |
| 8.  | „Komplikated” (Sung By U-Know)                                                | Hwang Ji-won, Shin Jin-hye (Jam Factory)          | Tay Jasper, LDN Noise                                                        | Tay Jasper, LDN Noise                                                                  | 2:49    |
| 9.  | „Dominus”                                                                     | Lee Joo-hyung (MonoTree), Kim Yoo-seok (MonoTree) | Lee Joo-hyung, Kim Yoo-seok                                                  | Lee Joo-hyung, Kim Yoo-seok                                                            | 3:11    |
| 10. | „Lucky Star”                                                                  | Kim Bu-min                                        | Hitchhiker                                                                   | Hitchhiker                                                                             | 3:53    |

## Notowania
| Lista                     | Pozycja |
| ------------------------- | ------- |
| Gaon Weekly Albums Chart  | 1       |
| Gaon Yearly Albums Chart  | 10      |
| Five Music (Tajwan)       | 5       |
| Oricon Weekly Album Chart | 6       |